# بي. تود جونز
بي. تود جونز (بالإنجليزية: B. Todd Jones)‏ هو محامي أمريكي، ولد في 23 مايو 1957 في سينسيناتي في الولايات المتحدة.